# Desflurane
Le desflurane est un agent anesthésique volatil de la famille des éthers halogénés utilisé pour l'entretien des anesthésies générales. Sa bonne tolérance clinique et son comportement pharmacologique permettant un réveil rapide l'ont fait progressivement préférer, avec le sévoflurane, aux molécules plus anciennes (halothane, enflurane et isoflurane) dans les pays occidentaux. Le desflurane est également un puissant gaz à effet de serre. Son potentiel de réchauffement global étant de 2720⁣, la société française d'anesthésie et de réanimation (SFAR) recommande de réduire son utilisation au profit d'alternatives bas-carbone. 

## Histoire
Le desflurane est un des plus récents anesthésiques halogénés : il a été introduit dans les années 1980.

## Stéréochimie
Le desflurane est un racémique, c'est-à-dire un mélange 1:1 des deux énantiomères suivants :
| énantiomères du desflurane | énantiomères du desflurane |
| -------------------------- | -------------------------- |
| (R)-desflurane             | (S)-desflurane             |

## Propriétés
Le mode d'action du desflurane reste partiellement inconnu. Le consensus semble toutefois désigner les canaux ioniques de type GABA. Administré au masque grâce à un vaporisateur anesthésique, il est le plus souvent associé au protoxyde d'azote et à l'oxygène. Son odeur âcre, irritante pour la muqueuse des voies aériennes, interdit son administration pour l'induction de l'anesthésie. Sa CAM est de 6 % vol. Sa faible solubilité plasmatique fait de lui l'agent anesthésique dont la cinétique est la plus rapide, permettant un réveil dans un délai très court après l'arrêt de son administration. Son coût relativement élevé, 120 € la bouteille de 250 ml (25 cl), est le principal obstacle à sa généralisation : l'isoflurane lui est parfois préféré pour des raisons économiques.

## Effets indésirables
La tolérance du desflurane comme celle du sévoflurane est globalement très bonne. Comme tous les gaz halogénés, le desflurane favorise une hypotension artérielle per-opératoire et augmente le risque de nausées et de vomissements post-opératoires. À noter néanmoins que le desflurane (contrairement au sévoflurane) a une odeur acre qui interdit toute induction au masque (risque majoré de bronchospasme). La toxicité hépatique ou rénale du desflurane chez l'homme est très rare. Il est susceptible, chez les sujets prédisposés, de déclencher une crise d'hyperthermie maligne.